# Limnephilus canadensis
Limnephilus canadensis är en nattsländeart som beskrevs av Banks 1908. Limnephilus canadensis ingår i släktet Limnephilus och familjen husmasknattsländor. Inga underarter finns listade i Catalogue of Life.